# Stare Guty (województwo podlaskie)
Stare Guty – wieś w Polsce położona w województwie podlaskim, w powiecie kolneńskim, w gminie Grabowo. Leży nad Skrodą dopływem Pisy.
| SIMC    | Nazwa            | Rodzaj    |
| ------- | ---------------- | --------- |
| 0397256 | Guty-Poddenki    | część wsi |
| 0397262 | Nowiny-Sokołówka | część wsi |

W latach 1975–1998 miejscowość należała administracyjnie do województwa łomżyńskiego.
Wierni kościoła rzymskokatolickiego należą do parafii św. Jana Chrzciciela w Grabowie.